# Folea (Timiș)

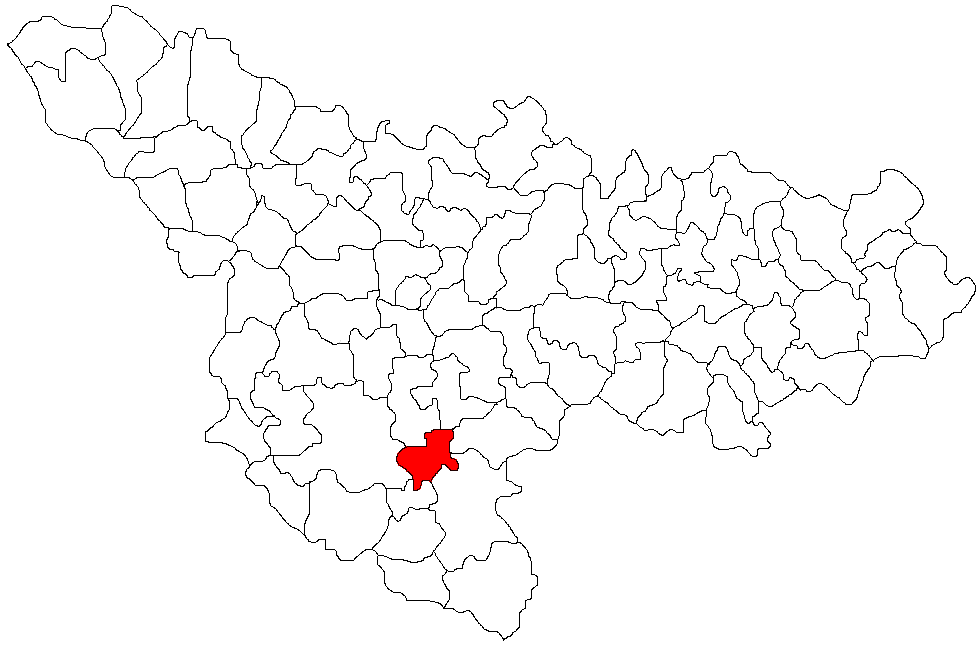
Lage der Gemeinde Voiteg im Kreis Timiș

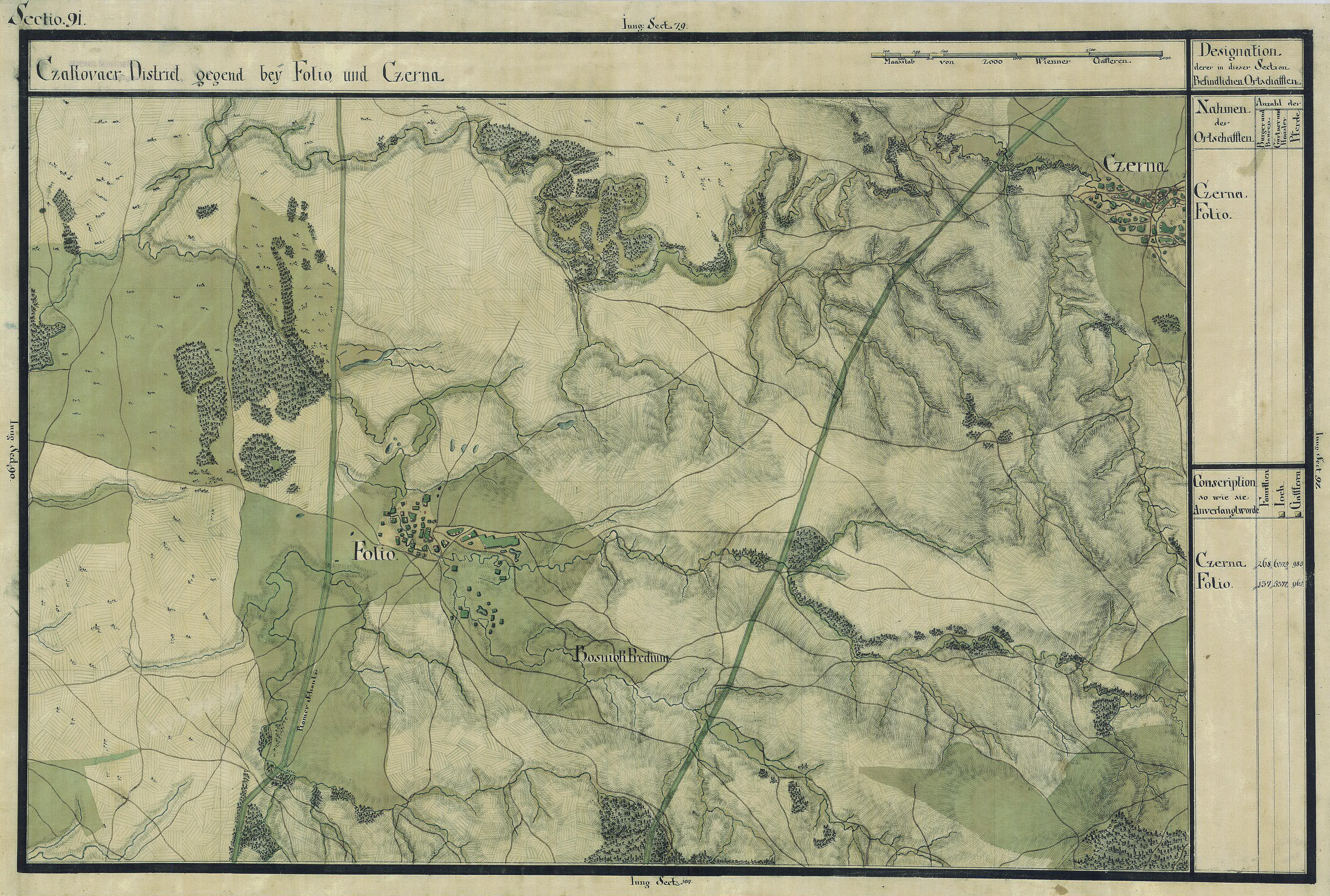
Folea auf der Josephinischen Landaufnahme

Folea (deutsch Folia, ungarisch Fólya) ist ein Dorf im Kreis Timiș, in der Region Banat, im Südwesten Rumäniens. Das Dorf Folea gehört zur Gemeinde Voiteg.

## Geografische Lage
Folea liegt im Süden des Kreises Timiș, in 36 km Entfernung von Timișoara und 15 km von Denta. Über eine Kommunalstraße hat das Dorf Anschluss an die Nationalstraße DN59 Timișoara – Moravița (E70).

## Nachbarorte
| Jebel   | Liebling                                    | Cerna  |
| Ciacova | Kompassrose, die auf Nachbargemeinden zeigt | Șipet  |
| Voiteg  | Birda                                       | Sculia |

## Geschichte
Der Ort wurde 1341 unter der Bezeichnung Fele erstmals urkundlich erwähnt.
Bis 1526 gehörte die Siedlung zum Königreich Ungarn und während der osmanischen Herrschaft (1526–1718) zum Vilâyet Temeşvar.
Bei der Volkszählung con 1717 ist das wallachische Dorf Folle mit 20 Häuser eingetragen, auf der Mercykarte von 1723 ist Follia Teil des Ciacovaer Distrikts.
1782 waren Josef Bieliczky und Georg Andreovits Gutsherren von Folea. Anschließend kamen die Familien Bieliczky und Klaniczay in den Besitz des Gutes. 1859 wurde Georg Csiki Gutsherr von Folea. 1896 kauften Daniel Rajasics und Bernat Hauser das Gut.
Infolge des Österreichisch-Ungarischen Ausgleichs (1867) wurde das Banat dem Königreich Ungarn innerhalb der Doppelmonarchie Österreich-Ungarn angegliedert.
Der Vertrag von Trianon am 4. Juni 1920 hatte die Dreiteilung des Banats zur Folge, wodurch Folea an das Königreich Rumänien fiel.

## Bevölkerungsentwicklung
| 1880 | 914  | 658 | 31  | 176 | 49 |
| 1910 | 1306 | 835 | 196 | 257 | 18 |
| 1930 | 1185 | 784 | 230 | 159 | 12 |
| 1977 | 691  | 577 | 82  | 24  | 8  |
| 2002 | 541  | 475 | 41  | 9   | 16 |

## Persönlichkeiten
- Béla Ivády (1873–1962), ungarischer Politiker und Ackerbauminister